# Université de Dole
L'université de Dole est une université fondée pour les deux Bourgogne (comté et duché) ou les pays de par delà, en 1423, à Dole, capitale du comté de Bourgogne, par le duc Philippe le Bon. À la suite de la conquête de la Franche-Comté, en 1678, le roi Louis XIV fait transférer en 1691 l'université de Dole à Besançon, nouvelle capitale de la Franche-Comté.

## Histoire

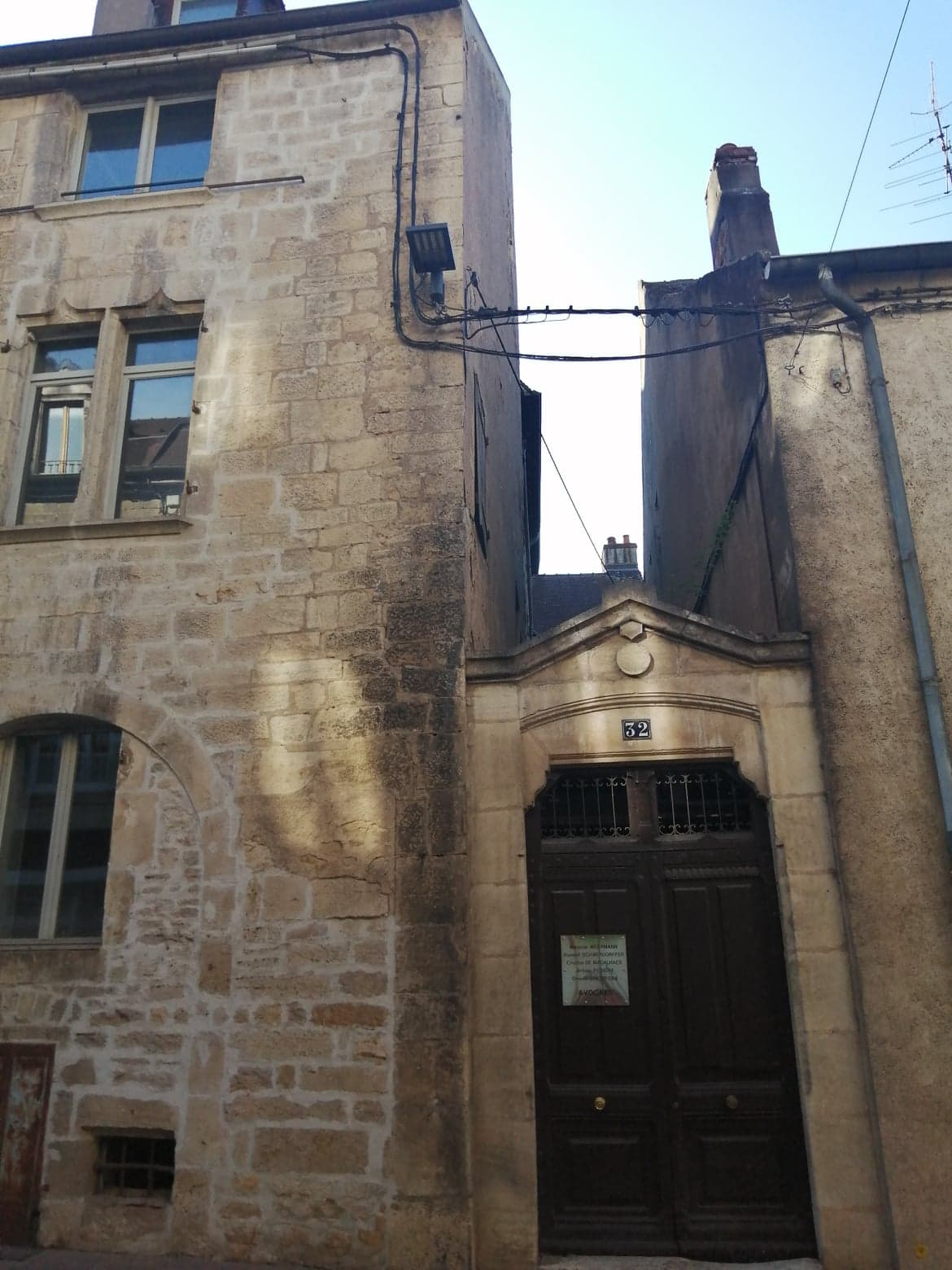
Entrée probable de l'ancienne université au 32 rue des arènes

En 1287, le comte Othon IV de Bourgogne, qui souhaitait fonder une petite structure universitaire à Gray, obtint trop tardivement l'accord du pape. Les moyens financiers manquaient également.
Dès 1421, Philippe le Bon envoya des émissaires auprès du pape Martin V afin de lui faire part de son souhait de créer une université pour tous ses territoires, Dole, capitale du comté, étant choisie comme site de la future université. Le pape promulgua une bulle en 1422 autorisant sa fondation, avec au préalable une enquête de « commodo et incommodo » auprès des Graylois. Le duc préféra Dole à Dijon, pourtant capitale du duché de Bourgogne, qui, si elle n'a pas eu d'université avant 1722, comptait déjà plusieurs écoles de renom, et aussi à Besançon, ville d'Empire et site de l'archevêché ; le choix de Dole s'expliquait par la situation géographique centrale de la ville au sein de l'espace bourguignon, et pour des « conditions de tranquillité » (propos du duc). En 1423, le duc assembla les États à Salins pour le vote d'un subside de plus de 9000 livres garantis par le revenu des salines. Alors Philippe le Bon engagea le recrutement des professeurs et informa les territoires proches pour recruter des étudiants. Ces derniers arrivent dès 1424. Le duc veilla au respect des statuts, à un bon enseignement[réf. nécessaire].
L'université s'installa dans l'espace de l'hôpital Notre-Dame, au carrefour de la rue d'Arans (32 rue des Arènes aujourd'hui) et de la rue de Mont-Roland, l'auditoire des lois se trouvant à l'étage (pourvu d'une verrière) ; la chapelle Saint-Georges, qui était située au bas de l'actuelle Grande-rue (ancienne chapelle du prieuré dédié à Saint-Georges), servit pour les offices de l'Université et au début du XVIe siècle l'élection du recteur put y avoir lieu. Si au départ les facultés dispensèrent un enseignement des deux droits, civil et canon, et médecine, la bulle d'Eugène IV du 29 septembre 1437 fonda la faculté de théologie. L'université de Dole devint alors une université reconnue en Europe, notamment par la bonne réputation de son enseignement du droit canonique et civil, avec des maîtres de qualité (Raymond de Marlian, Anselme de Marches, Etienne de Lavangeot, Antoine de Roche et bien d'autres).
Après le siège et la prise de la ville, en 1479, le roi Louis XI fit transférer l'université à Besançon en 1481, puis à Poligny en 1483, mais elle n'eut pas d'exercice réel. C'est le roi Charles VIII sollicité par les Dolois, conseillé par Guillaume de Rochefort (qui avait étudié à Dole) qui la rétablit en 1484.
À la charnière des XVe et XVIe siècles, Antoine de Roche, fonde le collège Saint-Jérôme, dans l'actuelle rue Aristide Briand, pour y accueillir les étudiants comtois et étrangers. Antoine de Roche, né à Poligny (Jura), professeur de droit canon à Dole pendant trente ans, était issu de la grande famille de Roche dont l'origine était au château de Roche en Louais (Roche sur Loue, 39).
En 1552, Gilbert Cousin, ancien étudiant, aborde l'université de Dole dans sa Description de la Franche-Comté, où il mentionne plusieurs des professeurs de son époque et leur rend hommage.
En 1562, Dole compte 268 étudiants, dont 45 comtois et 223 étrangers, ainsi que plusieurs professeurs flamands et italiens, ce qui montre le rayonnement international de l'université de Dole, en cette fin du Moyen Âge.
En 1613, les enseignants, désireux de transformer leur université en un Magisteruniversität, à l'instar de celles de Louvain et de Douai, députent un émissaire auprès du couple ducal, en résidence à Bruxelles, afin d'en formuler la requête, qui leur est accordée par plusieurs édits de 1616 à 1618.
Cependant, cette transformation n'est pas du goût des étudiants comtois qui s'y opposent ouvertement, et désertent un temps l'université de la ville. L'issue de cet épisode est méconnu, mais il est probable que ces édits n'aient jamais été appliqués.
En 1616, les étudiants sont privés de faire la chevauchée de l'âne, dans la ville[réf. nécessaire].
En 1691, le roi Louis XIV, nouveau maître de la Franche-Comté, devenue française, fait transférer l'université de Dole, à Besançon, nouvelle capitale de la région.
L'actuelle université de Franche-Comté en est l'héritière.

## Organisation
L'université s'administre elle même et ne dépend d'aucune institution ou administration. Elle est dirigée par un recteur magnifique choisi parmi les étudiants. Elle est divisée en cinq facultés :
- Médecine
- Droit civil
- Droit canon
- Art
- Théologie

La plus prestigieuse étant celle de droit civil réputée hors des frontières du comté. C'est aussi la seule université francophone du Saint-Empire. Jusqu'au premier quart du XVIe siècle les méthodes d'enseignement demeurent médiévales mais elles seront réformées par des professeurs humaniste tel que Antoine Lulle, Nicolas Belloni, Charles Dumoulin ou Van der Straten[réf. nécessaire].
Les effectifs sont en moyenne d'une centaine d'étudiants même si à certaines époques, ils pourront ponctuellement presque tripler. Ils viennent de la province mais aussi de toute l'Allemagne, de Luxembourg et des Pays-bas espagnols. L'université de Dole fournira bon nombre de parlementaires et ecclésiastiques comtois.

## Blason de l'université
Le blasonnement : « De gueules à un bras de carnation, paré d'or et tenant un livre du même, issant d'une nuée d'argent mouvant du chef ».
Le blason est souvent représenté dans un cartouche gris et or surmonté d'un angelot ou d'une tête d'ange avec des ailes dorées. Le blason était présent dans le coin supérieur gauche sur les diplômes délivrés par l'université.

## Personnalités liées à l'université de Dole

### Recteurs
Liste non exhaustive : 
- Anselme Grebert vers 1446 docteur en médecine et régent de l'université. Dictionnaire biographique des médecins en France au moyen âge par Danielle Jacquard. Page 29 numérisée Google ;
- Henri Escarrot (1514) (Annales rectorum et matricula Universitatis Dolanae, ab anno 1498 ad annum 1525 (exceptis annis 1504, 1511, 1517)

- Pierre Phénix (1524) ;
- Richard Receveur (1540) ;
- Pierre Mercier (1541) ;
- Raimond Chosal (1542) ;
- Louis de Chavirey (1543) ;
- Jean d'Eck (1545) ;
- Guillaume Maertenne (1546) ;
- Christophe Mellinger (1547) ;
- Étienne Mairot (1550) ;
- Jean Lalemand (1552) ;
- Thierry Vanderkarck (1553) ;
- Mathieu Stainberger (1554) ;
- Jean de Marnix (1557) ;
- Jean-Jacques de Lamberg (1581) ;
- Jean-David de Kalkenriedt (1605) ;
- Jean Melchior de Meschede (1606)[10] ;
- Claude Bassand (1607) ;
- Marquardt d'Aw (1608) ;
- Gilles de Calenelle (1609) ;
- Séverin Kreitmayer (1610) ;
- Vandelin-Simon Vuillin (1611) ;
- Claude Baguinet (1612) ;
- Claude Maillot (1613) ;
- Charles Moscon (1615) ;
- Maximilien Zwanger (1616).

### Professeurs

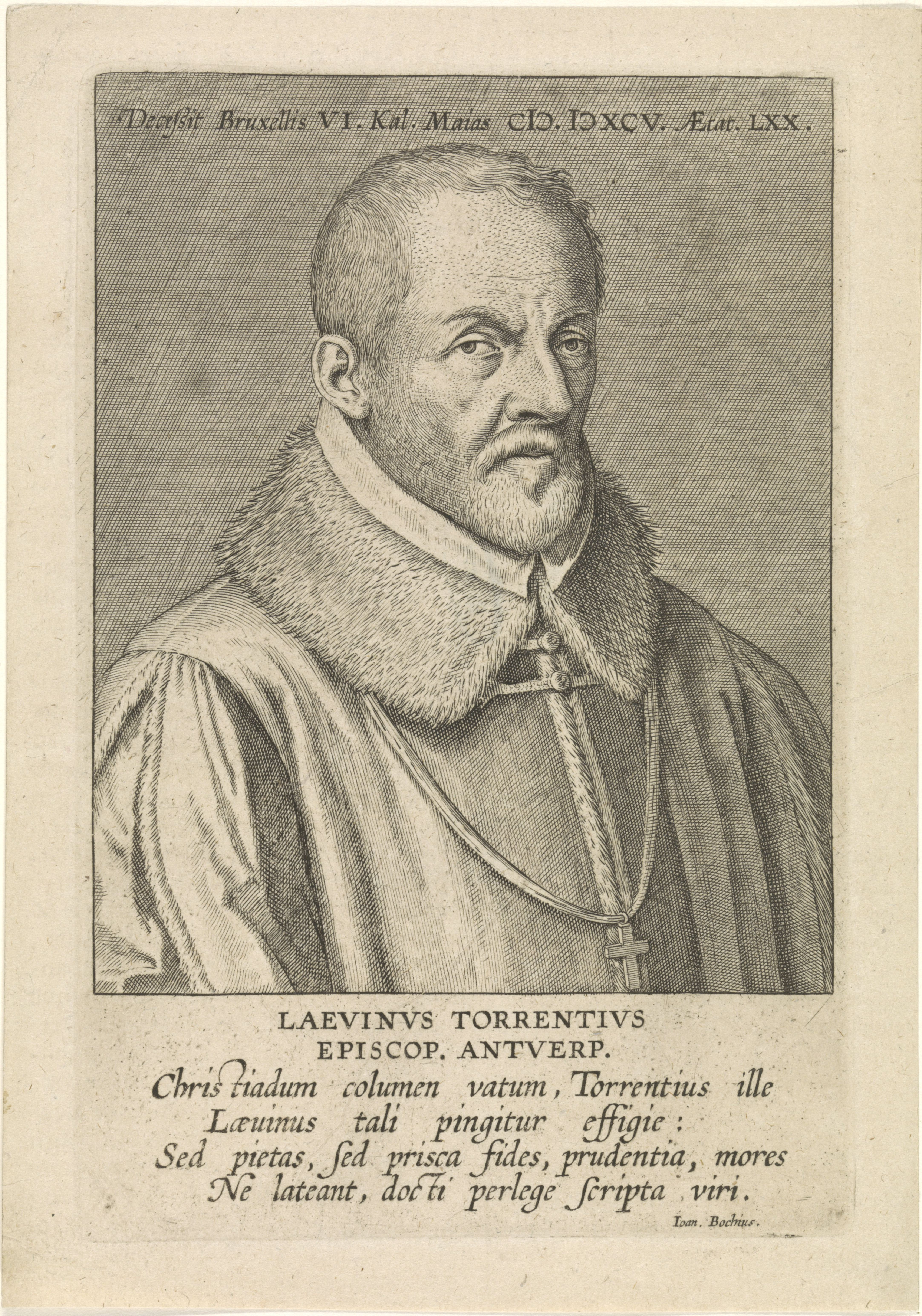
Hugues Babet, professeur de Grec

- Antoine de Roche (1422-1505), grand-prieur de Cluny, prieur de Morteau, religieux profès du monastère de Vaux ;
- Pierre Phénix, né à Lure et mort vers 1552, professeur de Belles Lettres et de droit ;
- Jacques Lestré (ou Lestracus), professeur de droit[11]  ;
- Étienne Stratius, professeur en droit civil, de 1551 à 1559 puis de 1564 à 1569 ;
- Hugues Babet, professeur de grec ancien, d'hébreu et de latin (vers 1540-1550) ;
- François de Montgenet, professeur de médecine (début du XVIe siècle) ;
- François Bernardini, professeur de médecine, originaire du Piémont (à partir de 1523)
- Adrien Charrien, prieur de la Charité sur Loire, principale du collège Saint-Jérôme, professeur de théologie (début du XVIe siècle) ;
- Étienne Marion, prieur de Poligny et inquisiteur général, professeur de théologie (première moitié du XVIe siècle) ;
- Antoine Lulle: (1510-1582), professeur de théologie ;
- Jean Morisot, professeur de médecine, (première moitié du XVIe siècle) ;
- René Perrot, professeur de latin et grec (milieu du XVIe siècle) ;
- Philibert Poissenot, historien monastique, principal du collège Saint-Jérôme (première moitié du XVIe siècle) ;
- Laurent Privé (ou Privey) (mort en 1550), professeur de grec ancien [12] et de latin ;
- Charles Dumoulin, en 1555 et 1556 ;
- Anselme de Marenches ;
- Nicolas Belloni ;
- Louis Gollut nommé à la chaire de littérature latine créée pour lui par Philippe II d'Espagne ;
- Jean Pautelleret (ou Potelleret) docteur en droit de Padoue, vice recteur (1604) ;
- Franciscus Bernardinus Torniellus, droit, surnuméraire entre 1623 et 1637.

### Étudiants

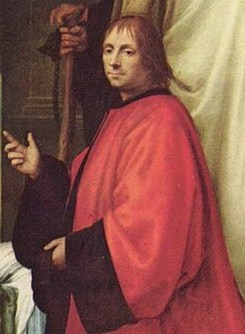
Ferry Carondelet

- Pierre de Goux (1408-1471), chancelier de Bourgogne ;
- Jean Lallemand (1470-1560) diplomate ;
- Ferry Carondelet (1473-1528), humaniste de la Renaissance et archidiacre de Besançon ;
- Henri-Corneille Agrippa de Nettesheim (1486-1535), savant occultiste ;
- Nicolas Perrenot de Granvelle (1486-1550), garde des Sceaux et conseiller de Charles Quint ;
- François Bonvalot (v1495-1560) ecclésiastique et homme politique comtois ;
- Viglius Van Aytta (1507-1577), jurisconsulte néerlandais, y a obtenu son doctorat, en 1526 ;
- Gilbert Cousin (1506-1572), humaniste et écrivain ;
- Guillaume de Poupet, (1506 -1583), protonotaire apostolique, abbé de Baume, de Goaille et de Balerne[11] ;
- Jean Matal (1510-1597)  jurisconsulte, poète, géographe, historien et érudit comtois ;
- Othon Truchsess de Waldbourg (1514-1573), évêque d'Augsbourg et cardinal-évêque de Palestrina ;
- Louis Guyon (vers 1527-1617) médecin et polygraphe, conseiller du roi de France.
- Claude de La Baume (1534-1584), cardinal et archevêque de Besançon ;
- Louis Gollut (1535-1592) premier historien de la Franche-Comté ;
- Balthazar Gérard (1557-1584), comtois assassin de Guillaume Ier d'Orange-Nassau ;
- Jean-Édouard Du Monin (1557-1586), poète et dramaturge ;
- Jean Grivel (1560-1624), juriste et diplomate comtois ;
- Jean-Baptiste Besard (1567-1625?), avocat, docteur en médecine, et compositeur pour luth ;
- Jean-Baptiste Chassignet (1571-1635), avocat et poète ;
- Jean Chrysostome Magnen (e. 1590-1679) médecin et philosophe né à Luxeuil-les-Bains ;
- Antoine Brun  (1599-1654) parlementaire puis diplomate ;
- François-Paul de Lisola (1613-1674), homme d'État et diplomate au service des Habsbourg ;
- Jean-Baptiste Boisot (1651-1659), bibliophile ;
- Jean-Jacques Chifflet (1588-1660), médecin, antiquaire et archéologue, a étudié à l'université de Dole (Jura) ;
- Jean-Bernard Knepper (1638-1698), bourgmestre de Luxembourg, de 1693 à 1698.

## Voir  aussi